# Pardosa lapidicina
Pardosa lapidicina este o specie de păianjeni din genul Pardosa, familia Lycosidae, descrisă de Emerton, 1885. Conform Catalogue of Life specia Pardosa lapidicina nu are subspecii cunoscute.